# 과야킬 회담

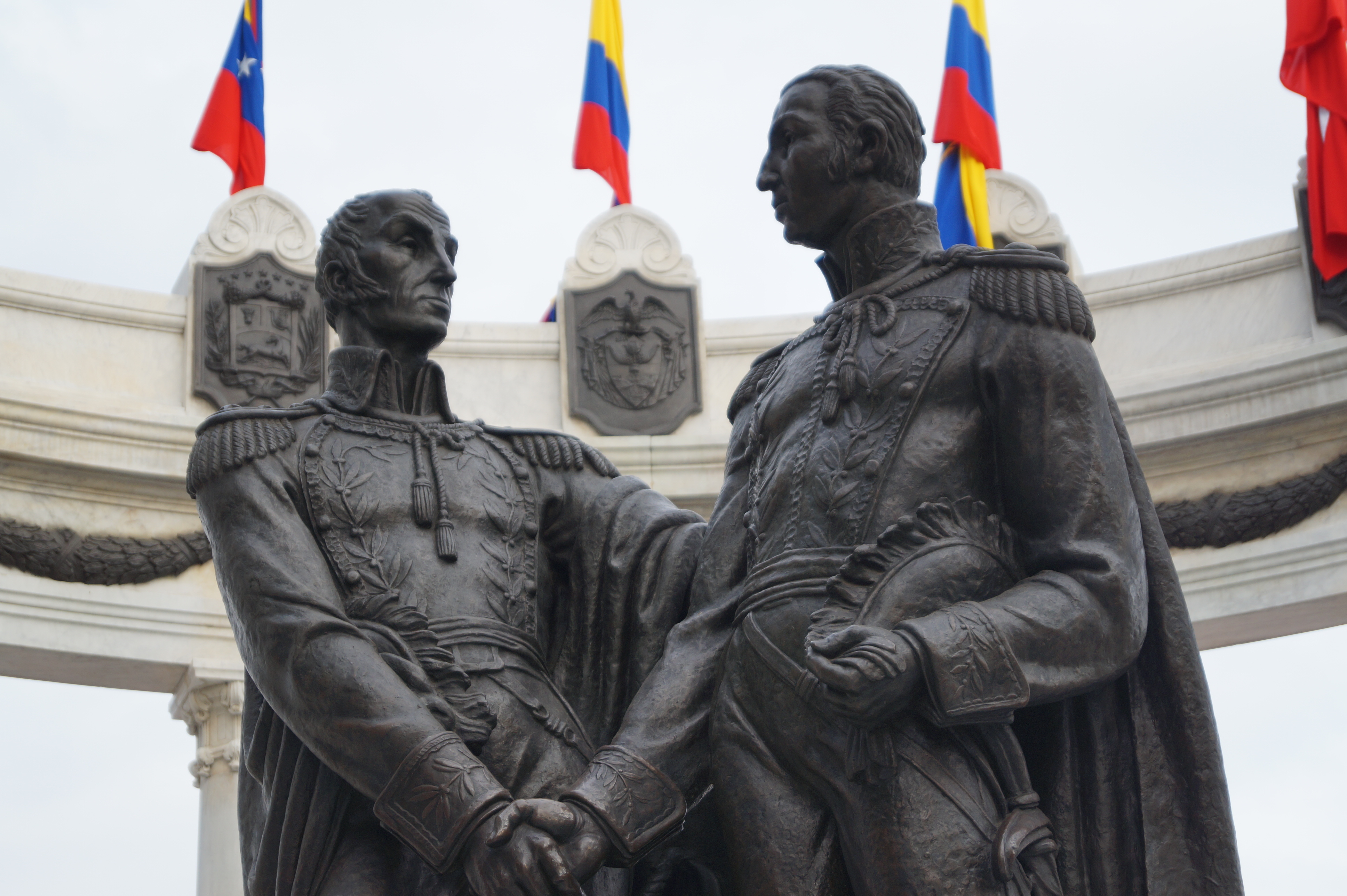
과야킬 회담 당시 볼리바르(왼쪽)와 산마르틴(오른쪽)을 묘사한 과야킬의 동상

과야킬 회담(스페인어: Conferencia de Guayaquil)은 1822년 7월 26일부터 27일까지 항구 도시 과야킬(현재 에콰도르의 일부)에서 리베르타도르 호세 데 산마르틴과 시몬 볼리바르가 페루와 전반적인 남아메리카의 미래를 논의하기 위해 열린 회의이다. 이 회담은 남아메리카 독립 과정의 전환점으로 여겨진다.
주요 왕당파 거점이었던 리마는 산마르틴에 의해 점령되었고, 그는 페루의 독립을 선언했다. 한편, 볼리바르는 베네수엘라와 누에바그라나다에서 성공적인 캠페인을 벌여 그란콜롬비아를 형성했다. 에콰도르에서는 과야킬에서 일어난 반란이 독립 운동을 촉발시켰고, 이로 인해 과야킬의 미래 소속에 대한 의문이 제기되었다. 공동의 목표에도 불구하고 볼리바르와 산마르틴은 해방된 국가들의 통치 전략에 대해 합의에 이르지 못했는데, 산마르틴은 입헌 군주제를 선호했고 볼리바르는 공화제를 지지했다. 회담 후 산마르틴은 은퇴했고, 볼리바르는 해방 노력을 계속했다.

## 원인
페루 부왕령의 수도인 리마는 남아메리카의 스페인 식민지 중 가장 중요한 도시였다. 이 도시는 스페인령 아메리카 독립 전쟁 동안 왕당파의 요새였으며, 여러 독립 운동에 맞서 싸웠다. 이러한 이유로 칠레 독립 전쟁이 끝난 후 호세 데 산마르틴 장군은 자신의 군대가 도시를 포위하고 점령할 수 있도록 해군을 조직했으며, 얼마 후 페루의 독립을 선언했다. 그러나 페루 시골 지역에는 여전히 강력한 왕당파 세력이 남아있었다.
시몬 볼리바르는 또 다른 독립 운동을 이끌었다. 그는 여러 시도 끝에 베네수엘라를 해방시켰고, 프란시스코 데 파울라 산탄데르의 도움으로 누에바그라나다 연합주를 해방시켜 그란콜롬비아를 창설했다. 마라카이보 호수 전투는 베네수엘라의 독립을 확고히 했다.
과야킬에서 일어난 반란은 도시의 독립을 선포했고, 다른 에콰도르 도시들도 뒤를 이었다. 산마르틴과 볼리바르 모두 에콰도르 독립 전쟁의 초기 전개에는 참여하지 않았다. 에콰도르인들은 이 지역의 미래에 대해 논의했다. 일부 세력은 콜롬비아에 합류하기를 원했고, 다른 세력은 페루에 합류하기를 원했으며, 또 다른 세력은 새로운 국가가 되기를 원했다. 볼리바르는 과야킬을 콜롬비아에 합병함으로써 논쟁을 종식시켰다. 산마르틴에게도 과야킬을 페루에 합병하라는 페루의 압력이 있었다.

## 논의 사항
주요 목표는 왕당파가 재편성되고 있다는 점을 고려하여 독립 전쟁을 어떻게 끝낼 것인지, 그리고 남아메리카 독립을 확보하고 공고히 하기 위해 새로 독립한 국가들에 어떤 일이 일어나야 하는지를 결정하는 것이었다. 이는 해방 작전이 각 지도자에 의해 다른 방식으로 수행되었으며, 그란콜롬비아의 경우에는 왕당파에 대한 무조건적인 전쟁이 선포되었기 때문에 모호함을 허용하지 않았다.
다른 목표는 과야킬 자유주에 대한 주권을 다루는 것이었다. 그 수도인 과야킬은 페루 부왕령의 일부였으나, 1820년에 도시 수비대가 일으킨 봉기 덕분에 스페인 통치로부터 해방되었다. 이 수비대는 “쿠스코 예비 척탄병” 연대라고 불렸으며, 쿠스코 출신의 페루 왕당파로 구성되었고, 독립을 선언하며 페루와 강한 유대 관계를 보여주었다.
산마르틴은 7월 25일 과야킬에 도착했고, 볼리바르는 그를 열렬히 환영했다. 그러나 두 사람은 공동의 목표와 상호 존중에도 불구하고, 심지어 산마르틴이 볼리바르 밑에서 복무하겠다고 제안했을 때조차 합의에 이르지 못했다. 두 사람은 자신들이 해방시킨 국가들의 정부를 조직하는 방법에 대해 매우 다른 생각을 가지고 있었다. 볼리바르는 미국 헌법의 정치 이론을 자신만의 방식으로 수정한 것을 기반으로 새로 독립한 국가들에 일련의 공화국을 형성하는 것을 선호한 반면, 산마르틴은 유럽, 특히 영국식 입헌 통치 모델을 선호하여 남아메리카의 해방된 국가들을 입헌 군주국으로 건설하기를 희망했다. 산마르틴은 또한 페루가 해방될 때 유럽 왕자를 페루의 왕으로 앉히는 것을 선호했다.

## 결과

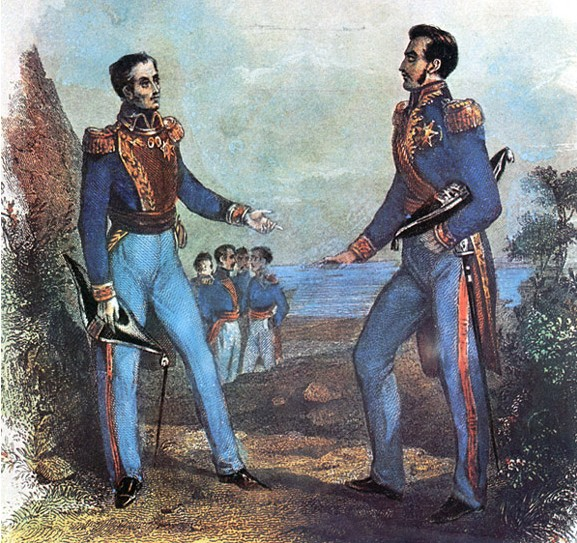
과야킬에서 시몬 볼리바르와 호세 데 산마르틴을 묘사한 그림.

산마르틴은 7월 27일 볼리바르와 몇 시간 동안 회담을 가진 후, 자신을 위한 연회와 무도회에 참석했다. 볼리바르는 "남아메리카에서 가장 위대한 두 사람: 산마르틴 장군과 나를 위해"(스페인어: Por los dos hombres más grandes de la América del Sur: el general San Martín y yo) 건배를 제의했고, 산마르틴은 "전쟁의 신속한 종결, 대륙 내 여러 공화국의 조직, 그리고 콜롬비아 해방자의 건강을 위해"(스페인어: Por la pronta conclusión de la guerra; por la organización de las diferentes Repúblicas del continente y por la salud del Libertador de Colombia) 잔을 들었다.
회담 후 산마르틴은 리마로 가서 새로 결성된 페루 의회 앞에서 페루에서의 권한을 포기하고 아르헨티나로 돌아갔다. 얼마 후, 그는 남아메리카를 완전히 떠나 프랑스에서 은퇴했다.

## 유산
과야킬 회담은 호르헤 루이스 보르헤스의 단편 소설 『과야킬』에 영감을 주었으며, 이 소설은 그의 책 『El informe de Brodie』(1971)에 실려 산마르틴과 볼리바르 간의 가능한 심리적 관계를 탐구한다.

## 같이 보기
- 스페인령 아메리카 독립 전쟁

## 참고 문헌
- Galasso, Norberto (2000). 《Seamos libres y lo demás no importa nada》 [우리는 자유로워야 하며 다른 것은 중요하지 않다] (스페인어). 부에노스아이레스: Colihue. ISBN 978-950-581-779-5.
- Lecuna, Vincente (1951). 《Bolívar and San Martín at Guayaquil》. 《The Hispanic American Historical Review》 31. 369–393쪽. doi:10.2307/2509398. JSTOR 2509398.
- Masur, Gehard (1951). 《The Conference of Guayaquil》. 《The Hispanic American Historical Review》 31. 189–229쪽. doi:10.2307/2509029. JSTOR 2509029. S2CID 222572159.